# Microrregión del Bajo Curu
La microrregión del Bajo Curu es una de las microrregiones del estado brasileño del Ceará perteneciente a la mesorregión Norte Cearense. Su población fue estimada en 2005 por el IBGE en 102.352 habitantes y está dividida en tres municipios. Posee un área total de 1.438,770 km².

## Municipios
- Paracuru
- Paraipaba
- São Gonçalo do Amarante

- Datos: Q2539668